# Ježovec
Ježovec – wieś w Chorwacji, w żupanii varażdińskiej, w gminie Bednja. W 2011 roku liczyła 305 mieszkańców.